# 아나시촌 (효고현)
아나시촌(安師村)은 효고현 시소군에 설치되었던 촌이다. 현재의 히메지시에 해당한다.

## 역사
- 1889년 4월 1일 - 정촌제 시행에 수반해 시소군 아나시촌이 성립하였다.
- 1956년 7월 1일 - 도미스촌과 합병해 야스토미정이 성립, 동일 아나시촌은 폐지되었다.

## 참고문헌
- 姫路の歴史（姫路市公式サイト内） 보관됨 2007-10-11 - 웨이백 머신